# Achtersee (Wiener Neustadt)
Der Achtersee befindet sich in der Stadtgemeinde Wiener Neustadt in Niederösterreich.

## Geschichte
Der Achtersee entstand aus zwei Schottergruben, nördlich Chrysanthemensee und südlich Begoniensee, welche verbunden wurden. Die Nennung Achtersee entstand aus der Verbindung der zwei Seen, die einer Acht ähnlich sehen.
In den Jahren 2003 und 2008 war der Grundwasserspiegel hoch. Vom Föhrensee, wo Keller von Anrainerbauten unter Wasser standen, wurde mit einer mobilen Pumpenanlage der Feuerwehr Wasser in den Achtersee (ohne Anrainerbauten) umgeleitet.
Der Achtersee droht derzeit weiterhin auszutrocknen, wobei die geringen Niederschläge in Ostösterreich als Ursache zu nennen sind, welche den Grundwasserspiegel in der Mitterndorfer Senke stark absinken ließ. Seit 2010 sank er um fast zehn Meter, vor zwölf Jahren betrug die Wasserhöhe 266 Meter, 2022 nur mehr rund 257 Meter über der Adria. Der Grundwasserstand ist seitdem um 3 m gestiegen, Gefahren für die Nutzer bestehen jedoch weiterhin.
Aufgrund der steilen Böschungen und der daraus hervorgehenden Gefahr für Kinder und Jugendliche wurde der See 2023 umzäunt und gesperrt. Im Sommer des Folgejahres wurden wieder zwei Zugänge zum Baden freigegeben.

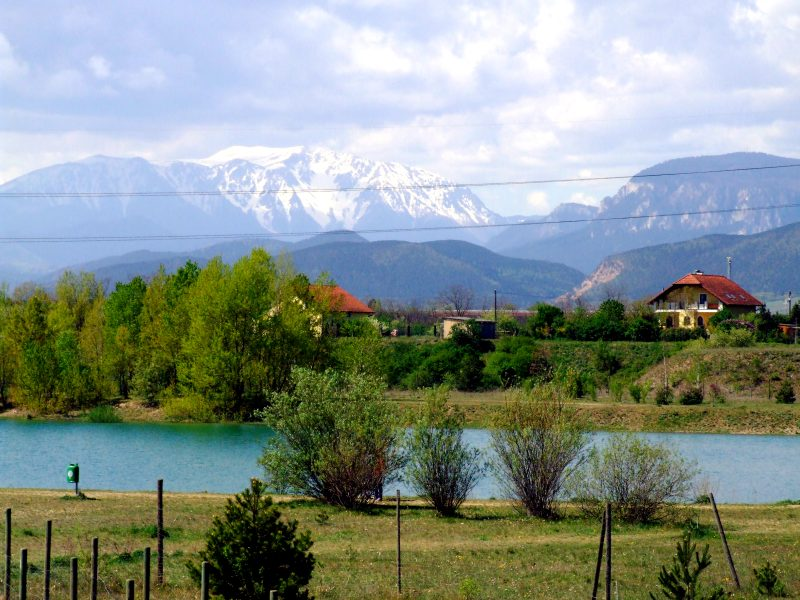
Achtersee 2008
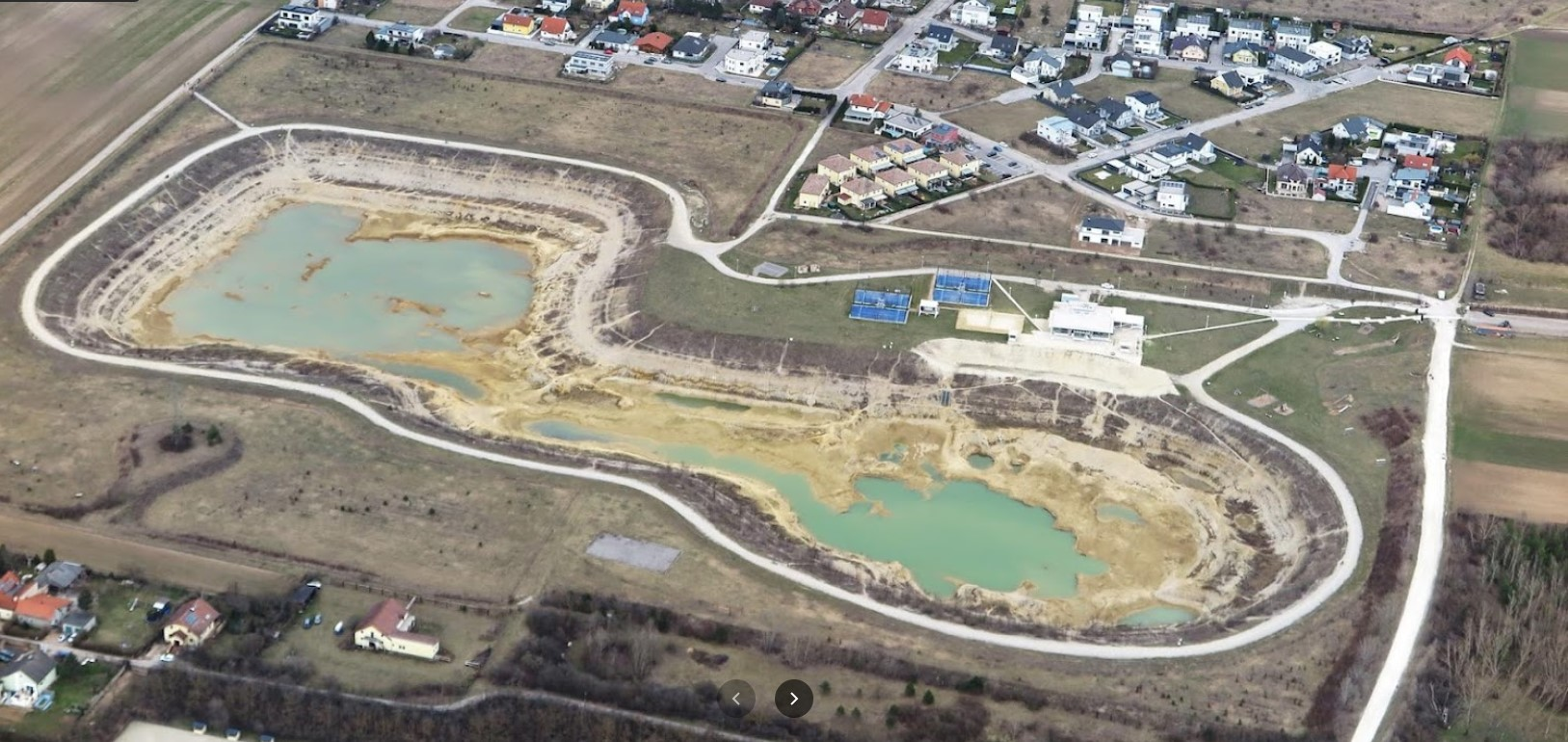
Achtersee 2023

## Beschreibung
Es gibt den Badesee mit einem Beach-Volleyball-Platz, einen Paddeltennis-Court und einen großen Kinderspielplatz sowie den Himmelblau Beach Club.